# Nänie
Nänie (den tyska formen av latinets nenia, som betyder "begravningssång") är en komposition för SATB-kör och orkester av Johannes Brahms, op. 82, och verket är en tonsättning av poemet Nänie av Friedrich Schiller. Brahms komponerade stycket 1881, till minne av sin avlidna vän Anselm Feuerbach. Nänie är en klagosång över dödens oundviklighet; den första meningen, Auch das Schöne muß sterben, betyder "Också det sköna måste dö". Ett framförande tar ungefär 15 minuter. Stycket är, kanske på grund av sin svårighetsgrad, ett av de mer sällan framförda körverken av Brahms.
Texten till verket är som följer:
Auch das Schöne muß sterben! Das Menschen und Götter bezwinget,
Nicht die eherne Brust rührt es dem stygischen Zeus.
Einmal nur erweichte die Liebe den Schattenbeherrscher,
Und an der Schwelle noch, streng, rief er zurück sein Geschenk.
Nicht stillt Aphrodite dem schönen Knaben die Wunde,
Die in den zierlichen Leib grausam der Eber geritzt.
Nicht errettet den göttlichen Held die unsterbliche Mutter,
Wann er am skäischen Tor fallend sein Schicksal erfüllt.
Aber sie steigt aus dem Meer mit allen Töchtern des Nereus,
Und die Klage hebt an um den verherrlichten Sohn.
Siehe! Da weinen die Götter, es weinen die Göttinnen alle,
Daß das Schöne vergeht, daß das Vollkommene stirbt.
Auch ein Klaglied zu sein im Mund der Geliebten ist herrlich;
Denn das Gemeine geht klanglos zum Orkus hinab.

Svensk ungefärlig översättning:

Också det sköna måste dö! Vad gudar och människan erövrar,
Rör inte den stygiske Zeus bepansrade bröst.
Endast en gång bevekade kärleken Skuggornas herre,
Och vid tröskeln tog han till sist tillbaka sin gåva.
Inte heller kan Afrodite stilla pojkens sår,
Som vildsvinet så grymt rev upp i den späda kroppen.
Inte heller kan den gudomliga hjälten rädda sin odöda moder,
När han, vid porten till Troja, dör och sitt öde uppfyller.
Men hon stiger upp ur havet med alla Nereus döttrar,
Och hon höjer en klagan för sin förhärligade son.
Se! Gudarna gråter, och alla gudinnorna gråter också,
För att det sköna förgår, för att det fullkomnade dör.
Men att vara en klagosång på den älskades läppar är härligt;
Ty det gemena går tonlöst till Orkus hän.